# Unione Sportiva Cremonese 1977-1978
Questa voce raccoglie le informazioni riguardanti l'Unione Sportiva Cremonese nelle competizioni ufficiali della stagione 1977-1978.

## Stagione
La permanenza in Serie B è durata un solo anno.

In campionato i grigiorossi patiscono le trasferte: una sola vittoria in diciotto partite.

Il 2 aprile dopo la delicata sconfitta interna con la Pistoiese, rete di Frustalupi su punizione, viene sollevato dall'incarico l'allenatore Stefano Angeleri che viene sostituito da Guido Settembrino.

Il cannoniere di questa stagione è stato Giancarlo Finardi con nove reti.

## Rosa
| N. |                   | Ruolo | Calciatore         |
| -- | ----------------- | ----- | ------------------ |
|    | Italia (bandiera) | D     | Fausto Barboglio   |
|    | Italia (bandiera) | C     | Gilberto Bonini    |
|    | Italia (bandiera) | D     | Gianfranco Cassago |
|    | Italia (bandiera) | D     | Luciano Cesini     |
|    | Italia (bandiera) | A     | Cristino Chigioni  |
|    | Italia (bandiera) | A     | Giorgio De Giorgis |
|    | Italia (bandiera) | C     | Giancarlo Finardi  |
|    | Italia (bandiera) | C     | Maurizio Frediani  |
|    | Italia (bandiera) | P     | Alberto Ginulfi    |
|    | Italia (bandiera) | P     | Claudio Maiani     |

| N. |                   | Ruolo | Calciatore          |
| -- | ----------------- | ----- | ------------------- |
|    | Italia (bandiera) | A     | Domenico Marocchino |
|    | Italia (bandiera) | A     | Emiliano Mondonico  |
|    | Italia (bandiera) | D     | Danio Montani       |
|    | Italia (bandiera) | A     | Gianbattista Motta  |
|    | Italia (bandiera) | C     | Leopoldo Pardini    |
|    | Italia (bandiera) | P     | Giuseppe Porrino    |
|    | Italia (bandiera) | D     | Claudio Prandelli   |
|    | Italia (bandiera) | C     | Alberto Sironi      |
|    | Italia (bandiera) | D     | Giovanni Talami     |

## Risultati

### Serie B

#### Girone di andata
| Arbitro: | Falasca (Chieti) |

|              |           |                |
| La Torre 15’ | Marcatori | 39’ De Giorgis |

| Arbitro: | Lapi (Firenze) |

|                         |           |              |
| Cassago 64’ Pardini 66’ | Marcatori | 31’ Iacovone |

| Arbitro: | Terpin (Trieste) |

|  |           |                |
|  | Marcatori | 42’ De Giorgis |

| Arbitro: | Redini (Pisa) |

|                                   |           |  |
| Re 20’ Saltutti 25’ Bresciani 54’ | Marcatori |  |

| Arbitro: | Lattanzi (Roma) |

|  |           |             |
|  | Marcatori | 29’ Zandoli |

| Arbitro: | Panzino (Catanzaro) |

|  |           |             |
|  | Marcatori | 8’ Lombardi |

| Arbitro: | D'Elia (Salerno) |

|              |           |  |
| Pauselli 90’ | Marcatori |  |

| Arbitro: | Celli (Trieste) |

|                    |           |           |
| Finardi 16’ (rig.) | Marcatori | 42’ Fagni |

| Pistoia 9 novembre 1977 9ª giornata | Pistoiese      | 0 – 0 | Cremonese | Stadio Comunale\| Arbitro: \| Pieri (Genova) \| |
| Arbitro:                            | Pieri (Genova) |       |           |                                                 |

| Arbitro: | Lanese (Messina) |

|              |           |             |
| Chigioni 35’ | Marcatori | 58’ Savoldi |

| Arbitro: | Simini (Torino) |

|                   |           |  |
| Botteghi 47’, 75’ | Marcatori |  |

| Arbitro: | Lops (Torino) |

|                      |           |           |
| Sironi 40’ Motta 58’ | Marcatori | 29’ Bonci |

| Arbitro: | Paparesta (Bari) |

|              |           |             |
| Mondello 55’ | Marcatori | 86’ Pardini |

| Arbitro: | Colasanti (Roma) |

|                     |           |                    |
| Lorini 6’ Silva 74’ | Marcatori | 45’ (rig.) Finardi |

| Arbitro: | Schena (Foggia) |

|             |           |  |
| Cassago 13’ | Marcatori |  |

| Arbitro: | Terpin (Trieste) |

|                         |           |            |
| Todesco 30’ Bonaldi 34’ | Marcatori | 82’ Sironi |

| Arbitro: | Prati (Parma) |

|           |           |             |
| Motta 27’ | Marcatori | 58’ Beccati |

| Arbitro: | D'Elia (Salerno) |

|                    |           |              |
| Finardi 87’ (rig.) | Marcatori | 64’ Osellame |

| Arbitro: | Milan (Treviso) |

|                                    |           |               |
| Vailati 28’ Criscimanni 55’ (rig.) | Marcatori | 43’ Prandelli |

#### Girone di ritorno
| Arbitro: | Reggiani (Bologna) |

|                         |           |              |
| Finardi 12’, 55’ (rig.) | Marcatori | 80’ Pagliari |

| Taranto 5 febbraio 1978 21ª giornata | Taranto       | 0 – 0 | Cremonese | Stadio Salinella\| Arbitro: \| Redini (Pisa) \| |
| Arbitro:                             | Redini (Pisa) |       |           |                                                 |

| Cremona 12 febbraio 1978 22ª giornata | Cremonese             | 0 – 0 | Sambenedettese | Stadio Giovanni Zini\| Arbitro: \| Ballerini (La Spezia) \| |
| Arbitro:                              | Ballerini (La Spezia) |       |                |                                                             |

| Arbitro: | Menicucci (Firenze) |

|             |           |  |
| Frediani 5’ | Marcatori |  |

| Arbitro: | Benedetti (Roma) |

|                                                      |           |                        |
| Ambu 49’ Roccotelli 58’ Quadri 65’, 72’ Pasinato 76’ | Marcatori | 70’ Finardi 84’ Sironi |

| Arbitro: | Lanzafame (Taranto) |

|          |           |  |
| Piga 28’ | Marcatori |  |

| Arbitro: | Falasca (Chieti) |

|            |           |              |
| Talami 38’ | Marcatori | 79’ Pauselli |

| Arbitro: | Panzino (Catanzaro) |

|                           |           |             |
| Gambin 20’ Pellizzaro 87’ | Marcatori | 23’ Finardi |

| Arbitro: | Longhi (Roma) |

|  |           |                |
|  | Marcatori | 88’ Frustalupi |

| Brescia 9 aprile 1978 29ª giornata | Brescia        | 0 – 0 | Cremonese | Stadium di Viale Venezia\| Arbitro: \| Foschi (Forlì) \| |
| Arbitro:                           | Foschi (Forlì) |       |           |                                                          |

| Arbitro: | Lattanzi (Roma) |

|                                           |           |  |
| De Giorgis 47’ Finardi 85’ Marocchino 90’ | Marcatori |  |

| Arbitro: | Menegali (Roma) |

|            |           |  |
| Petrini 3’ | Marcatori |  |

| Arbitro: | Lapi (Firenze) |

|               |           |             |
| Prandelli 42’ | Marcatori | 78’ Borzoni |

| Cremona 7 maggio 1978 33ª giornata | Cremonese           | 0 – 0 | Monza | Stadio Giovanni Zini\| Arbitro: \| Lo Bello (Siracusa) \| |
| Arbitro:                           | Lo Bello (Siracusa) |       |       |                                                           |

| Arbitro: | Lops (Torino) |

|                    |           |                                 |
| Magherini 61’, 81’ | Marcatori | 36’ De Giorgis 57’ (aut.) Corti |

| Arbitro: | Serafino (Roma) |

|                                                 |           |  |
| Finardi 6’ (rig.) Marocchino 37’ De Giorgis 88’ | Marcatori |  |

| Arbitro: | Bergamo (Livorno) |

|                   |           |  |
| Pardini 5’ (aut.) | Marcatori |  |

| Palermo 4 giugno 1978 37ª giornata | Palermo          | 0 – 0 | Cremonese | Stadio La Favorita\| Arbitro: \| Benedetti (Roma) \| |
| Arbitro:                           | Benedetti (Roma) |       |           |                                                      |

| Arbitro: | Michelotti (Parma) |

|                                         |           |  |
| Sironi 56’ De Giorgis 63’ Mondonico 87’ | Marcatori |  |

### Coppa Italia

#### Primo turno
| Arbitro: | Lanzafame (Taranto) |

|                      |           |                |
| Piga 54’ Pircher 90’ | Marcatori | 50’ De Giorgis |

| 24 agosto 1977 2ª giornata |  | – Turno di riposo |  |  |

| Arbitro: | Castaldi (Vasto) |

|           |           |  |
| Motta 47’ | Marcatori |  |

| Ascoli Piceno 31 agosto 1977 4ª giornata | Ascoli         | 0 – 0 | Cremonese | Stadio Cino e Lillo Del Duca\| Arbitro: \| Tani (Livorno) \| |
| Arbitro:                                 | Tani (Livorno) |       |           |                                                              |

| Arbitro: | Menegali (Roma) |

|  |           |                        |
|  | Marcatori | 6’ Muraro 65’ Anastasi |

## Statistiche

### Statistiche di squadra
| Competizione | Punti | In casa | In casa | In casa | In casa | In casa | In casa | In trasferta | In trasferta | In trasferta | In trasferta | In trasferta | In trasferta | Totale | Totale | Totale | Totale | Totale | Totale | DR |
| Competizione | Punti | G       | V       | N       | P       | Gf      | Gs      | G            | V            | N            | P            | Gf           | Gs           | G      | V      | N      | P      | Gf     | Gs     | DR |
| ------------ | ----- | ------- | ------- | ------- | ------- | ------- | ------- | ------------ | ------------ | ------------ | ------------ | ------------ | ------------ | ------ | ------ | ------ | ------ | ------ | ------ | -- |
| Serie B      | 33    | 19      | 8       | 8       | 3       | 23      | 12      | 19           | 1            | 7            | 11           | 11           | 26           | 38     | 9      | 15     | 14     | 34     | 38     | -4 |
| Coppa Italia | -     | 2       | 1       | 0       | 1       | 1       | 2       | 2            | 0            | 1            | 1            | 1            | 2            | 4      | 1      | 1      | 2      | 2      | 4      | -2 |
| Totale       |       | 21      | 9       | 8       | 4       | 24      | 14      | 21           | 1            | 8            | 12           | 12           | 28           | 42     | 10     | 16     | 16     | 36     | 42     | -6 |

### Statistiche dei giocatori
Fonte:
| Giocatore     | Serie B  | Serie B | Serie B     | Serie B    | Coppa Italia | Coppa Italia | Coppa Italia | Coppa Italia | Totale   | Totale | Totale      | Totale     |
| Giocatore     | Presenze | Reti    | Ammonizioni | Espulsioni | Presenze     | Reti         | Ammonizioni  | Espulsioni   | Presenze | Reti   | Ammonizioni | Espulsioni |
| ------------- | -------- | ------- | ----------- | ---------- | ------------ | ------------ | ------------ | ------------ | -------- | ------ | ----------- | ---------- |
| F. Barboglio  | 11       | 0       | ?           | ?          | ?            | ?            | ?            | ?            | 11+      | 0+     | ?           | ?          |
| G. Bonini     | 25       | 0       | ?           | ?          | ?            | ?            | ?            | ?            | 25+      | 0+     | ?           | ?          |
| G. Cassago    | 36       | 2       | ?           | ?          | ?            | ?            | ?            | ?            | 36+      | 2+     | ?           | ?          |
| L. Cesini     | 34       | 0       | ?           | ?          | ?            | ?            | ?            | ?            | 34+      | 0+     | ?           | ?          |
| C. Chigioni   | 17       | 1       | ?           | ?          | ?            | ?            | ?            | ?            | 17+      | 1+     | ?           | ?          |
| G. De Giorgis | 26       | 6       | ?           | ?          | ?            | ?            | ?            | ?            | 26+      | 6+     | ?           | ?          |
| G. Finardi    | 31       | 9       | ?           | ?          | ?            | ?            | ?            | ?            | 31+      | 9+     | ?           | ?          |
| M. Frediani   | 35       | 1       | ?           | ?          | ?            | ?            | ?            | ?            | 35+      | 1+     | ?           | ?          |
| A. Ginulfi    | 30       | -28     | ?           | ?          | ?            | ?            | ?            | ?            | 30+      | -28+   | ?           | ?          |
| C. Maiani     | 2        | -2      | ?           | ?          | ?            | ?            | ?            | ?            | 2+       | -2+    | ?           | ?          |
| D. Marocchino | 34       | 2       | ?           | ?          | ?            | ?            | ?            | ?            | 34+      | 2+     | ?           | ?          |
| E. Mondonico  | 14       | 1       | ?           | ?          | ?            | ?            | ?            | ?            | 14+      | 1+     | ?           | ?          |
| G. Motta      | 15       | 2       | ?           | ?          | ?            | ?            | ?            | ?            | 15+      | 2+     | ?           | ?          |
| L. Pardini    | 32       | 2       | ?           | ?          | ?            | ?            | ?            | ?            | 32+      | 2+     | ?           | ?          |
| G. Porrino    | 7        | -8      | ?           | ?          | ?            | ?            | ?            | ?            | 7+       | -8+    | ?           | ?          |
| C. Prandelli  | 36       | 2       | ?           | ?          | ?            | ?            | ?            | ?            | 36+      | 2+     | ?           | ?          |
| A. Sironi     | 32       | 4       | ?           | ?          | ?            | ?            | ?            | ?            | 32+      | 4+     | ?           | ?          |
| G. Talami     | 35       | 1       | ?           | ?          | ?            | ?            | ?            | ?            | 35+      | 1+     | ?           | ?          |